# The Adventures of Food Boy
The Adventures of Food Boy là một bộ phim độc lập được ra mắt vào năm 2008 bởi hãng phim Cold Spark. Nó dựa trên bộ phim ngắn đạt giải vào năm 2007 Food Boy. Nhân vật chính của bộ phim là Lucas Grabeel (trong phim High School Musical) đóng vai Ezra, người trở thành một siêu anh hùng với cái tên "Chàng trai thức ăn". Brittany Curran (đóng trong The Suite Life of Zack and Cody) đóng vai Shelby.
Phim được quay ở Utah tại trường trung học Timpview trong mùa hè 2007. Phần trailer của phim được tung lên mạng Internet vào tháng 11 năm 2007.
The Adventures of Food Boy được công chiếu tại liên hoan phim bãi biển Newport vào tháng 4 năm 2008 và ở đó phim đạt giải "bộ phim về gia đình hay nhất." Phim được công chiếu ở Mĩ vào ngày 22 tháng 8, và được tung ra đĩa DVD vào ngày 7 tháng 10 năm 2008.

## Nội dung
Ezra là một học sinh giỏi của trường và cậu có mong muốn sau khi ra trường được vào một trường đại học tốt. Và để có thêm điểm vào trường, cậu rất mong muốn được lật đổ Garrett (Noah Bastian) để trở thành trưởng khối. Tuy nhiên, cậu luôn thiếu tự tin bởi tay cậu luôn có mùi thức ăn mặc dù luôn được rửa kĩ. Và rồi cả trong giờ học, tự nhiên rơi ra thức ăn ở bàn của cậu mặc dù trước đó không hề có thức ăn. Rồi thậm chí nó còn dính cả vào bài kiểm tra và Ezra bị thầy giáo cho điểm D+, một điểm đối với cậu là rất thấp. Và đến ngày tranh cử chức trưởng khối, khi phát biểu, từ tay cậu phun ra rất nhiều thịt hun khói đến nỗi bắn cả vào mặt thầy giáo của cậu và bắn cả vào Garrett. Xấu hổ quá, cậu chạy thẳng vào nhà vệ sinh. Và ở đây, từ tay Ezra phun ra rất nhiều bánh mì, thịt hun khói và mù tạt. Sau đó cậu bị đình chỉ học tập 3 ngày. Trong 3 ngày 3 nhà, bà nội của Ezra đã chỉ ra cho cậu tài năng mà từ cụ cố của cậu cho đến bà nội cậu đều có, đó là biến ra thức ăn từ lòng bàn tay. Tuy nhiên, cậu không những không hứng thú với tài năng này mà còn muốn loại bỏ nó bởi cậu mong muốn được vào đại học và học chứ không phải là làm đầu bếp như bà cậu. Sau khi trở lại trường, cậu được cô hiệu trưởng tạo cơ hội cho làm phó khối. Và trong buổi giới thiệu về một trận đấu bóng bầu dục của trường, cậu đã làm ảo thuật, phun thức ăn vào khán giả nhưng do làm nhiều quá nên cậu bị mệt và ngã lăn ra. Từ đó, cậu trở nên nổi tiếng ở trong trường. Rồi vào buổi diễn tài năng, Ezra đã biểu diễn màn biến ra thức ăn ở dưới một cái mũ để mọi người không biết là cậu có khả năng này (như bà cậu nói thì nếu nhiều người biết quá sẽ làm độ ngon của món ăn bị giảm đi). Sau 2 lần đầu làm thành công với bánh nướng socola và kem, cậu bắt đầu mệt và ở lần thứ ba làm nước chanh, cậu đã không thành công, và phun nước chanh vào cô bạn Shelby khiến cô bị chấn thương mặc dù ngày hôm sau đó cô phải thi chạy. Hôm đó, cậu về nhà và rất bực tức. Ngày hôm sau, Ezra đến trường và phải xin lỗi Shelby và được cô chấp nhận. Tuy nhiên, khi đang nói chuyện với Shelby, Ezra bị nhóm của Garrett ra trêu chọc. Tức quá, cậu quyết định ném thức ăn vào Garrett và cả trường nổ ra một cuộc chiến thức ăn. Cậu cùng Garrett bị mời lên phòng hội đồng và ở trên đó có cả bố và bà cậu. Ezra đã nhận lỗi rằng cậu đã ném thức ăn vào Garrett trước và quyết định từ chức không làm phó khối nữa và sống với chính bản thân mình.

## Diễn viên
- Lucas Grabeel là Ezra
- Brittany Curran là Shelby
- Kunal Sharma là Joel
- Jeff Braine là Dylan
- Noah Bastian là Garrett
- Ryne Sanborn là Mike
- Joyce Cohen là Grandma
- Craig Everett là Montagu
- McCall Clark là Justine